# Campionati mongoli di ciclismo su strada
I campionati mongoli di ciclismo su strada sono la manifestazione annuale di ciclismo su strada che assegna il titolo di Campione di Mongolia. I vincitori hanno il diritto di indossare per un anno la maglia di campione mongolo, come accade per il campione mondiale.

## Campioni in carica
| Uomini Elite | Uomini Elite          | Uomini Elite |
| ------------ | --------------------- | ------------ |
| In linea     | Altanzul Altansukh    |              |
| Cronometro   | Maral-Erdene Batmunkh |              |
| Donne Elite  |                       |              |
| In linea     | Jamsran Ulziisolongo  |              |
| Cronometro   | Jamsran Ulziisolongo  |              |

## Albo d'oro

### Titoli maschili
Aggiornato all'edizione 2017.
| Anno | Vincitore                 | Secondo                   | Terzo                     |
| ---- | ------------------------- | ------------------------- | ------------------------- |
| 2001 | Jamsran Ulzii-Orshikh     | Khuyagt Purevsuren        | T. Davaatogtokh           |
| 2002 | ?                         | ?                         | ?                         |
| 2003 | Jamsran Ulzii-Orshikh     | Khuyagt Purevsuren        | Jabkhlantur               |
| 2004 | Non organizzata           | Non organizzata           | Non organizzata           |
| 2005 | Jamsran Ulzii-Orshikh     | Ariunbold Naranbat        | Boldbaatar Bold-Erdene    |
| 2006 | Jamsran Ulzii-Orshikh     | Ariunbold Naranbat        | Boldbaatar Bold-Erdene    |
| 2007 | Jamsran Ulzii-Orshikh     | Tuulkhangai Tuguldur      | Khayankhyarvaa Uuganbayar |
| 2008 | Khayankhyarvaa Uuganbayar | Bold-Erdene Boldbaatar    | Tuulkhangai Tuguldur      |
| 2009 | Boldbaatar Bold-Erdene    | Khayankhyarvaa Uuganbayar | Jamsran Ulzii-Orshikh     |
| 2010 | Tuulkhangai Tuguldur      | Sonomtseren Delgerbayar   | Jamsran Ulziibaatar       |
| 2011 | Altanzul Altansukh        | Tuulkhangai Tuguldur      | Jamsran Ulziibaatar       |
| 2012 | ?                         | ?                         | ?                         |
| 2013 | ?                         | ?                         | ?                         |
| 2014 | Munkhtulga Erdenesuren    | Maral-Erdene Batmunkh     | Tuguldur Tuulkhangai      |
| 2015 | Altanzul Altansukh        | Erdenesuren Munkhtulga    | Tuguldur Tuulkhangai      |
| 2016 | Baasankhuu Myagmarsuren   | Tuguldur Tuulkhangai      | Enkhtaivan Bolor-Endene   |
| 2017 | Altanzul Altansukh        | Maral-Erdene Batmunkh     | Enkhtaivan Bolor-Endene   |

| Anno | Vincitore                 | Secondo                   | Terzo                     |
| ---- | ------------------------- | ------------------------- | ------------------------- |
| 2003 | Jamsran Ulzii-Orshikh     | Khandorj Batdori          | Khuyagt Purevsuren        |
| 2004 | Non organizzata           | Non organizzata           | Non organizzata           |
| 2005 | Jamsran Ulzii-Orshikh     | Boldbaatar Bold-Erdene    | Khuyagt Purevsuren        |
| 2006 | Jamsran Ulzii-Orshikh     | Boldbaatar Bold-Erdene    | Khuyagt Purevsuren        |
| 2007 | Khayankhyarvaa Uuganbayar | Tuulkhangai Tuguldur      | Jamsran Ulzii-Orshikh     |
| 2008 | Tuulkhangai Tuguldur      | Khayankhyarvaa Uuganbayar | Bold-Erdene Boldbaatar    |
| 2009 | Boldbaatar Bold-Erdene    | Tuulkhangai Tuguldur      | Khuyagt Purevsuren        |
| 2010 | Tuulkhangai Tuguldur      | Khuyagt Purevsuren        | Khayankhyarvaa Uuganbayar |
| 2011 | Myagmarsuren Baasankhuu   | Altanzul Altansukh        | Tuulkhangai Tuguldur      |
| 2012 | ?                         | ?                         | ?                         |
| 2013 | ?                         | ?                         | ?                         |
| 2014 | Tuguldur Tuulkhangai      | Myagmarsuren Baasankhuu   | Altanzul Altansukh        |
| 2015 | Tuguldur Tuulkhangai      | Altanzul Altansukh        | Erdenebat Altan-ochir     |
| 2016 | Maral-Erdene Batmunkh     | Tuguldur Tuulkhangai      | Enkhtaivan Bolor-Endene   |
| 2017 | Maral-Erdene Batmunkh     | Enkhtaivan Bolor-Erdene   | Bilguunjargal Erdenebat   |

### Titoli femminili
Aggiornato all'edizione 2017.
| Anno      | Vincitore                | Secondo              | Terzo                    |
| --------- | ------------------------ | -------------------- | ------------------------ |
| 2005      | Jamsran Ulziisolongo     | Baatar Erdenechimeg  | Ayush Amar Tsetsegjargal |
| 2006      | Jamsran Ulziisolongo     | Baatar Erdenechimeg  | Enkhtaivan Enkhtsetseg   |
| 2007      | Jamsran Ulziisolongo     | Solongo Tserenlkham  | Ayush Amar Tsetsegjargal |
| 2008      | Jamsran Ulziisolongo     | Solongo Tserenlkham  | Dagvadorj Erdenechimeg   |
| 2009      | Jamsran Ulziisolongo     | Solongo Tserenlkham  | Baatar Orkhontuya        |
| 2010      | Jamsran Ulziisolongo     | Solongo Tserenlkham  | Baatar Orkhontuya        |
| 2011      | Solongo Tserenlkham      | Jamsran Ulziisolongo | Baatar Orkhontuya        |
| 2012-2014 | Non organizzata          | Non organizzata      | Non organizzata          |
| 2015      | Enkhjargal Tuvshinjargal | Solongo Tserenlkham  | Jamsran Ulziisolongo     |
| 2016      | Enkhjargal Tuvshinjargal | Solongo Tserenlkham  | Jamsran Ulziisolongo     |
| 2017      | Jamsran Ulziisolongo     | Baatar Orkhontuya    | Enkhjin Ganbold          |

| Anno      | Vincitore                | Secondo                | Terzo                    |
| --------- | ------------------------ | ---------------------- | ------------------------ |
| 2005      | Jamsran Ulziisolongo     | Enkhtaivan Enkhtsetseg | -                        |
| 2006      | Jamsran Ulziisolongo     | Enkhtaivan Enkhtsetseg | -                        |
| 2007      | Jamsran Ulziisolongo     | Solongo Tserenlkham    | Ayush Amar Tsetsegjargal |
| 2008      | Jamsran Ulziisolongo     | Solongo Tserenlkham    | Batjargal Telmen         |
| 2009      | Solongo Tserenlkham      | Jamsran Ulziisolongo   | Duger Muguntuya          |
| 2010      | Jamsran Ulziisolongo     | Baatar Orkhontuya      | Solongo Tserenlkham      |
| 2011      | Jamsran Ulziisolongo     | Solongo Tserenlkham    | Baatar Orkhontuya        |
| 2012-2014 | Non organizzata          | Non organizzata        | Non organizzata          |
| 2015      | Enkhjargal Tuvshinjargal | Jamsran Ulziisolongo   | Solongo Tserenlkham      |
| 2016      | Enkhjargal Tuvshinjargal | Jamsran Ulziisolongo   | Solongo Tserenlkham      |
| 2017      | Jamsran Ulziisolongo     | Baatar Orkhontuya      | Enkhjin Ganbold          |